# 水野洽
水野 洽（みずの ひろし、1911年9月1日 - 1997年11月4日）は、日本の映画監督である。別名片岡 均（かたおか きん）。

## 経歴
1911年（明治44年）9月1日、北海道空知郡芦別村（現在の芦別市）に生まれる。
旧制・北海道庁立滝川中学校（現在の北海道滝川工業高等学校）を卒業後、日本大学法文学部美学科映画専攻（現在の日本大学藝術学部映画学科）に進学する。
1935年（昭和9年）、日活多摩川撮影所監督部に入社する。内田吐夢、田坂具隆、島耕二に師事し助監督として活動し、『土』（監督内田吐夢、1939年）、『暢気眼鏡』（監督島耕二、1940年）、『風の又三郎』（同、1940年）等の作品に参加した。1942年（昭和17年）に戦時統合により大映東京撮影所（現在の角川大映スタジオ）に転籍、1946年（昭和21年）に監督に昇進し、1949年（昭和24年）の『お嬢様お手を』がデビュー作品である。その後、12本の作品を監督した。1962年（昭和37年）に大映を退社し以後、ドキュメンタリー映画、教育映画、産業映画、成人映画など各種映像を監督した。海外テレビドラマの日本版製作の監修なども手がけた。成人映画、いわゆるピンク映画においては片岡 均の名で作品を発表していたが、1970年（昭和45年）にプロダクションを解散して劇映画から撤退した。晩年は大映時代に撮影所付属の演技研究所でニューフェイスを指導した経歴を活かし、俳優養成所を主宰し、1974年（昭和49年）には自宅敷地内に小劇場「宇宙舘」（東京都世田谷区松原3丁目19番2号）をオープンし、若い劇団に創造の場を提供した。現在も東京で最も古い小劇場として現存しており、演劇・舞踏・上映会などがおこなわれている。
1997年（平成9年）11月4日、東京都目黒区の東邦大学医学部付属大橋病院（現在の東邦大学医療センター大橋病院）で死去した。満86歳没。

## フィルモグラフィ

### 大映の時代
特筆を除きすべて「水野洽」名義、クレジットは「監督」である。東京国立近代美術館フィルムセンター（NFC）等の所蔵状況についても記す。
- 『山参道』 : 監督島耕二、製作大映第二撮影所、配給映画配給社（紅系）、1942年6月4日公開 - 演出助手、100分尺の上映用プリントをNFCが所蔵[5]
- 『お嬢様お手を』[1][4]（『お嬢さんお手を』[3]） : 製作大映東京撮影所、1946年9月3日公開
- 『東京の夜』 : 製作大映東京撮影所、1947年9月30日公開
- 『緑の小筐』 : 監督島耕二、製作大映東京撮影所、1947年11月11日公開 - 應援監督、82分尺の上映用プリントをNFCが所蔵[5]
- 『音楽二十の扉』 : 製作大映東京撮影所、1948年8月30日公開
- 『どぶろくの辰』 : 製作大映東京撮影所、1949年6月27日公開 - 田坂具隆と共同で監督[1][4]、94分尺の上映用プリントをNFCが所蔵[5]
- 『笑う地球に朝が来る』 : 製作大映東京撮影所、1950年1月17日公開
- 『狙われた裸像』 : 製作新東京プロダクション、1954年2月4日公開 - 「片岡均」名義
- 『誘拐魔』 : 製作大映東京撮影所、1955年10月12日公開
- 『娘の修学旅行』 : 製作大映東京撮影所、1956年6月1日公開
- 『スタジオは大騒ぎ』 : 製作大映東京撮影所、1956年8月14日公開 - 48分尺の上映用プリントをNFCが所蔵[5]
- 『高校生と殺人犯』 : 製作大映東京撮影所、1956年12月12日公開
- 『名犬物語 吠えろシェーン』 : 製作大映東京撮影所、1957年4月23日公開
- 『恋と花火と消火弾』 : 製作大映東京撮影所、1958年11月22日公開
- 『旗本と幡随院 男の対決』 : 監督深田金之助、製作東映京都撮影所、1960年4月12日公開、製作 - 出演・「阿波屋徳造」役[1]
- 『性生活の知恵』 : 製作大映東京撮影所、1961年7月28日公開

### 成人映画の時代
特筆を除きすべて「片岡均」名義、クレジットは「監督」である。
- 『女体の死角』 : 製作轍プロダクション・新星プロダクション、1964年5月31日公開
- 『女の十戒』 : 製作轍プロダクション、1964年6月公開
- 『危険な人妻』 : 製作轍プロダクション、1964年8月31日公開 - 「水野洽」名義
- 『赤い肌の門』 : 製作葵映画、1964年12月31日公開
- 『炎を抱く女』 : 製作葵映画、1965年3月31日公開
- 『あゝ性戦異常あり』[3]（『ああ性戦に異状あり』[4]） : 製作紫水プロダクション、配給東京三映社、1965年6月30日公開
- 『処女未亡人』 : 製作紫水プロダクション、1965年8月公開
- 『流転の愛欲』 : 製作葵映画、1965年9月公開
- 『女の砦』 : 製作光映画、1966年9月30日公開
- 『0線旅館』 : 製作光映画、1966年10月31日公開
- 『寝もの語り』[4]（『寝もの踊り』[3]） : 製作光映画、1967年2月6日公開
- 『激情の乳房』 : 製作光映画、1967年4月22日公開
- 『若妻の匂い』 : 製作光映画、1967年8月1日公開
- 『女の取引』 : 製作光映画、配給関東ムービー配給社[4]、1967年9月26日公開[4]
- 『猟色』 : 製作光映画、1967年10月3日公開
- 『色罠』 : 製作光映画、1967年10月28日公開
- 『真昼の抱擁』 : 製作光映画、1968年6月30日公開
- 『色情診断』 : 製作光映画、1968年8月31日公開
- 『処女の弱点』 : 製作光映画、1968年11月30日公開
- 『情欲の陥し穴』 : 製作和光映画、1968年公開
- 『疵もの女体』 : 製作光映画、1968年12月31日公開
- 『しびれ泣き』 : 製作上杉プロダクション、1969年5月公開 - 「水野洽」名義[6][7]
- 『モーレツかけもち女』 : 製作日映、1969年8月公開 - 「水野洽」名義[6][7]
- 『色の入口 愛欲絵巻』 : 製作日映、1969年10月公開 - 「水野洽」名義[6][7]